# 森田美紗希
森田 美紗希（もりた みさき、2002年1月11日 - ）は、広島県出身の元女子サッカー選手。ポジションはフォワード。

## 来歴

### クラブ
岡山県作陽高校から日本体育大学に進学。大学在籍時には日体大FIELDS横浜（後の「日体大SMG横浜」）でプレー。4年間でなでしこリーグの1部リーグに50試合、2部リーグに12試合に出場した。2023年には、なでしこリーグのベストイレブンに選ばれる。
2024年2月に浦和レッズ・レディースに入団。しかし、半年後の7月、体調不良により現役引退した。

### 代表
2018年10月に、U-17女子ワールドカップに臨むU-17日本代表に選出された。大会では準々決勝を含む3試合に出場した。

## 個人成績
| 国内大会個人成績 | 国内大会個人成績 | 国内大会個人成績 | 国内大会個人成績 | 国内大会個人成績 | 国内大会個人成績 | 国内大会個人成績 | 国内大会個人成績 | 国内大会個人成績 | 国内大会個人成績 | 国内大会個人成績 | 国内大会個人成績 |
| 年度             | クラブ           | 背番号           | リーグ           | リーグ戦         | リーグ戦         | リーグ杯         | リーグ杯         | オープン杯       | オープン杯       | 期間通算         | 期間通算         |
| 年度             | クラブ           | 背番号           | リーグ           | 出場             | 得点             | 出場             | 得点             | 出場             | 得点             | 出場             | 得点             |
| 日本             | 日本             | 日本             | 日本             | リーグ戦         | リーグ戦         | リーグ杯         | リーグ杯         | 皇后杯           | 皇后杯           | 期間通算         | 期間通算         |
| ---------------- | ---------------- | ---------------- | ---------------- | ---------------- | ---------------- | ---------------- | ---------------- | ---------------- | ---------------- | ---------------- | ---------------- |
| 2023-24          | 浦和             | 33               | WE               | 1                | 0                | 0                | 0                |                  |                  |                  |                  |
| 通算             | 日本             | 日本             | WE               | 1                | 0                | 0                | 0                |                  |                  |                  |                  |
| 総通算           | 総通算           | 総通算           | 総通算           | 1                | 0                | 0                | 0                |                  |                  |                  |                  |

## 代表歴
- U-17日本代表
  - 2018 FIFA U-17女子ワールドカップ; ベスト8（3試合出場）